# Жарко Долинар
Жарко Долинар (Копривница, 3. јул 1920 — Базел, 9. март 2003), доктор филозофије, грађанин Копривнице, од 1991. Република Хрватска (и већи део живота Југославије). За време бављења стоном тенисом постао је власник осам медаља са светских првенстава.

## Биографија
Долинар је рођен у словеначкој имигрантској породици која се доселила из економских разлога у Копривницу. Стоним тенисомсе почео бавити у Новом Саду 1939. године, и као јуниор са осамнаест година постаје појединачни првак Краљевине Југославије. Долинар је такође био првак Независне Државе Хрватске неколико пута, а био је и репрезентативац СР Хрватске девет пута.
Долинар је током живота успео да добије звање доктора биологије. Био је универзитетски професор у Загребу и Базелу и такође је добио јеврејско признање Righteous among the Nations, које добијају неЈевреји који су испоштовали Седам Ноиних закона. Током Другог светског рата, Долинар је заједно са својим братом Борисом спасао животе око 300 Јевреја.

## Спортски успеси
Највећи успех Долинара је био освајање титуле светског првака у дублу са Вилимом Харангозом 1954. године. Долинар је такође био у комисији за спорт и науку Интернационалне стонотениске федерације, ИТТФа .
- Светски куп 1939: сребро са тим Југославије, бронза у појединачним
- Светски куп 1951: бронза са тим Југославије
- Светски куп 1953: сребро, у дублу мешовито, са Ермелинде Вертл
- Светски куп 1954: злато у паровима са Вилимом Харангозом, бронза у дублу мешовито, са Ермелинде Вертл
- Светски куп 1955: сребро у индивидуалном (иза јапанца Тошиаки Танаке), сребро у паровима са Харангозом.

Долинар је умро у 82 години, у Базелу у Швајцарској.

## Цитати
Прва ствар коју сам научио у спорту је како губити.